# NGC 3360
NGC 3360 est une galaxie spirale relativement éloignée et située dans la constellation du Sextant. NGC 3360 a été découverte par l'astronome britannique Andrew Ainslie Common en 1880.

## Caractéristiques
La classe de luminosité de NGC 3360 est III.

### Distance
Sa vitesse par rapport au fond diffus cosmologique est de 8 808 ± 28 km/s, ce qui correspond à une distance de Hubble de 129,9 ± 9,1 Mpc (∼424 millions d'al).
À ce jour, une mesure non basée sur le décalage vers le rouge (redshift) donne une distance d'environ 119,100 Mpc (∼388 millions d'al). Cette valeur est à l'extérieur des valeurs de la distance de Hubble. Notons que c'est avec la valeur moyenne des mesures indépendantes, lorsqu'elles existent, que la base de données NASA/IPAC calcule le diamètre d'une galaxie et qu'en conséquence le diamètre de NGC 3360 pourrait être d'environ 45,4 kpc (∼148 000 al) si on utilisait la distance de Hubble pour le calculer. 

## Paire de galaxies
NGC 3360 est à proximité de NGC 3361 sur la sphère céleste, mais elle est beaucoup plus éloignée de la Voie lactée et n'est nullement en interaction avec cette dernière.